# Supercopa Turca de Voleibol Feminino de 2018
A Supercopa Turca de Voleibol Feminino de 2018 foi a nona edição desta competição organizada pela  FTV. Participaram do torneio duas equipes, os campeões da Liga A Turca e da Copa da Turquia.

## Sistema de disputa
O Campeonato foi disputado em um jogo único.

## Equipes participantes
Equipes que disputaram a Supercopa de Voleibol de 2018:
| Equipe        | Cidade   | Qualificação                                                 | Última participação                          |
| ------------- | -------- | ------------------------------------------------------------ | -------------------------------------------- |
| Eczacıbaşı SK | Istambul | Vice-campeão da Copa da Turquia 2017-18                      | Supercopa Turca de Voleibol Feminino de 2013 |
| VakıfBank SK  | Istambul | Campeão da Liga A Turca 2017-18 e da Copa da Turquia 2017-18 | Supercopa Turca de Voleibol Feminino de 2017 |

## Resultado
| 31 de outubro de 2018 17:30 Relatório | VakıfBank SK | 1 — 3                   | Eczacıbaşı SK | TVF Başkent Voleybol Salonu,Ankara Público: 7 000 Árbitro(s): TUR İlhami Şenyurt TUR Salim Bektaş |
| 31 de outubro de 2018 17:30 Relatório | 25 22 17 19  | Set 1 Set 2 Set 3 Set 4 | 20 25         | TVF Başkent Voleybol Salonu,Ankara Público: 7 000 Árbitro(s): TUR İlhami Şenyurt TUR Salim Bektaş |

## Premiações
| Supercopa Feminina de 2018        |
| Turquia                           |
| --------------------------------- |
| Eczacıbaşı SK Campeão (3º título) |